# Itame
Itame là một chi bướm đêm thuộc họ Geometridae.